# Horváth Z. Gergely
Horváth Z. Gergely (eredeti neve: Horváth Zoltán) (Budapest, 1940. szeptember 20.) Balázs Béla-díjas (1981) magyar filmrendező, forgatókönyvíró, producer, érdemes művész (1990). A határon túli magyar színházak fesztiváljának művészeti vezetője.

## Életpályája
Szülei Horváth Zoltán és Rényi Blanka. 1958–1963 között az ELTE JTK hallgatója volt. 1963-tól 10 évig asszisztensként dolgozott. 1968–1972 között a Színház- és Filmművészeti Főiskola film- és tv-rendezés szakán tanult. 1973 óta rendező a Magyar Televízióban a drámai, illetve a művészeti főszerkesztőségen. 1980–1982 között a Veszprémi Petőfi Színház művészeti vezetője volt. 1991–92-ben drámai producer volt, 1991–2000-ben a Kisvárdai Várszínház és Művészetek Háza művészeti vezetője, 1995–2000 között a Magyar Film- és Tv-művészek Szövetségének társelnöke volt, 1996–2000 között a Magyar Mozgókép Közalapítvány Játékfilm Szakkuratórium tagja volt. 1997 óta az irodalmi és drámai műsorok szerkesztőségének vezetője. 2001 óta a Dunaversitas Mesterkurzus oktatója, valamint a Pázmány Péter Katolikus Egyetem Bölcsészettudományi Kar Kommunikáció Intézetének címzetes egyetemi docense.

## Magánélete
1978-ban házasságot kötött Márközy Máriával. Két gyermekük született; Anna (1979) és Márton (1982).

## Színházi rendezései
A Színházi Adattárban regisztrált bemutatóinak száma: 10.
- Różewicz: Kartoték (1979)
- Labiche-Michel: Olasz szalmakalap (1981)
- Weöres Sándor: Holdbéli csónakos (1981)
- Musset: Lorenzaccio (1982)
- Sardou-Moreau: Szókimondó asszonyság (1986)
- Strindberg: Haláltánc (1988)
- William Shakespeare: A windsori víg nk (1994)
- Békés Pál: New Buda (1995)
- Hunyady Sándor: Pusztai szél (1998)
- Arany–Dóczi–Móricz: Murány ostroma (2001) (szerző is)

## Filmjei

### Rendezőként
- Rászedettek (1972)
- Kísérleti dramaturgia (1972)
- Három affér (1972)
- A Lúdláb királynő (1973)
- Egy ember és a többiek (1973)
- Napraforgó (1974) (forgatókönyvíró is)
- Muzsika az éjszakában (1975)
- Névnap (1976)
- Vihar (1976)
- A zöldköves gyűrű (1977)
- Oedipus király (1977)
- A Danton-ügy (1978) (forgatókönyvíró is)
- Polka-mazurka (1978)
- A hiba (1978)
- Angliai II. Edward élete (1979)
- Bolondok kvártélya (1980)
- A hamu alatt (1981)
- Bűntény a Kecskeszigeten (1982)
- Özvegy és leánya I-IV. (1983) (forgatókönyvíró is)
- Hivatalnok urak (1984)
- Világítóhajó (1985)
- A stiglic (1985)
- A vén bakancsos és fia, a huszár (1985) (forgatókönyvíró is)
- A nagymama (1986) (forgatókönyvíró is)
- Leviathan (1986)
- A pacsirta (1987) (forgatókönyvíró is)
- Vitézi bál (1988)
- Erdély aranykora (1989) (forgatókönyvíró is)
- A kert (1991)
- Boldog békeidők (1992)
- Közjáték (1993)
- Kismadár (1993) (forgatókönyvíró is)
- Szigetvári vértanúk (1996)
- Fejek Ferdinándnak (1996)
- Kivilágos kivirradtig (2005) (forgatókönyvíró is)

### Producerként
- Sok hűhó Emmiért (1998)
- Szenvedély (1998)
- Országalma (1998)
- Presszó (1998)
- Gengszterfilm (1999)